# Tagosodes flaviceps
Tagosodes flaviceps är en insektsart som först beskrevs av Frederick Arthur Godfrey Muir 1929.  Tagosodes flaviceps ingår i släktet Tagosodes och familjen sporrstritar. Inga underarter finns listade i Catalogue of Life.